# Isolar II Tour
Tournées par David Bowie
Isolar Tour (1976) Serious Moonlight Tour (1983)
Le Isolar II Tour, également appelé Stage Tour ou Low and "Heroes" Tour, est une tournée mondiale de David Bowie donnée entre mars et décembre 1978 afin de promouvoir les albums Low et "Heroes".
Elle est illustrée par les albums Stage (1978) et Welcome to the Blackout (Live London '78) (2018).

## Musiciens
- David Bowie : chant, chamberlin
- Adrian Belew : guitare solo, chœurs
- Carlos Alomar : guitare rythmique, chœurs
- George Murray : basse, chœurs
- Dennis Davis : batterie, percussions
- Roger Powell : claviers, synthétiseurs, chœurs
- Dennis Garcia : claviers, synthétiseurs (remplace Powell du 11 au 14 novembre)
- Sean Mayes : piano, synthétiseur ARP, chœurs
- Simon House : violon électrique[1]

## Dates

### Segment américain
| Date          | Ville        | Pays       | Salle                               | Remarques                                       |
| ------------- | ------------ | ---------- | ----------------------------------- | ----------------------------------------------- |
| 29 mars 1978  | San Diego    | États-Unis | San Diego Sports Arena              | Premier concert de la tournée.                  |
| 30 mars 1978  | Phoenix      | États-Unis | Arizona Veterans Memorial Coliseum  |                                                 |
| 2 avril 1978  | Fresno       | États-Unis | Fresno Convention Center (en)       |                                                 |
| 3 avril 1978  | Inglewood    | États-Unis | The Forum                           |                                                 |
| 4 avril 1978  | Inglewood    | États-Unis | The Forum                           |                                                 |
| 5 avril 1978  | Oakland      | États-Unis | Oakland–Alameda County Coliseum     |                                                 |
| 6 avril 1978  | Inglewood    | États-Unis | The Forum                           |                                                 |
| 9 avril 1978  | Houston      | États-Unis | The Summit                          |                                                 |
| 10 avril 1978 | Dallas       | États-Unis | Dallas Convention Center            |                                                 |
| 11 avril 1978 | Baton Rouge  | États-Unis | LSU Assembly Center                 |                                                 |
| 13 avril 1978 | Nashville    | États-Unis | Nashville Municipal Auditorium (en) |                                                 |
| 14 avril 1978 | Memphis      | États-Unis | Mid-South Coliseum (en)             |                                                 |
| 15 avril 1978 | Kansas City  | États-Unis | Municipal Auditorium                |                                                 |
| 17 avril 1978 | Chicago      | États-Unis | Arie Crown Theatre (en)             |                                                 |
| 18 avril 1978 | Chicago      | États-Unis | Arie Crown Theatre (en)             |                                                 |
| 20 avril 1978 | Détroit      | États-Unis | Cobo Arena (en)                     |                                                 |
| 21 avril 1978 | Détroit      | États-Unis | Cobo Arena (en)                     |                                                 |
| 22 avril 1978 | Richfield    | États-Unis | Richfield Coliseum                  |                                                 |
| 24 avril 1978 | Milwaukee    | États-Unis | MECCA Arena                         |                                                 |
| 26 avril 1978 | Pittsburgh   | États-Unis | Civic Arena                         |                                                 |
| 27 avril 1978 | Landover     | États-Unis | Capital Centre                      |                                                 |
| 28 avril 1978 | Philadelphie | États-Unis | The Spectrum                        | L'album Stage est en partie tiré de ce concert. |
| 29 avril 1978 | Philadelphie | États-Unis | The Spectrum                        | L'album Stage est en partie tiré de ce concert. |
| 1er mai 1978  | Toronto      | Canada     | Maple Leaf Gardens                  |                                                 |
| 2 mai 1978    | Ottawa       | Canada     | Ottawa Civic Centre                 |                                                 |
| 3 mai 1978    | Montréal     | Canada     | Forum de Montréal                   |                                                 |
| 5 mai 1978    | Providence   | États-Unis | Providence Civic Center             | L'album Stage est en partie tiré de ce concert. |
| 6 mai 1978    | Boston       | États-Unis | Boston Garden                       | L'album Stage est en partie tiré de ce concert. |
| 7 mai 1978    | New York     | États-Unis | Madison Square Garden               |                                                 |
| 8 mai 1978    | New York     | États-Unis | Madison Square Garden               |                                                 |
| 9 mai 1978    | New York     | États-Unis | Madison Square Garden               |                                                 |

### Segment européen
| Date             | Ville                 | Pays                 | Salle                          | Remarques                                                                           |
| ---------------- | --------------------- | -------------------- | ------------------------------ | ----------------------------------------------------------------------------------- |
| 14 mai 1978      | Francfort-sur-le-Main | Allemagne de l'Ouest | Festhalle                      |                                                                                     |
| 15 mai 1978      | Hambourg              | Allemagne de l'Ouest | Kongress Zentrum (en)          |                                                                                     |
| 16 mai 1978      | Düsseldorf            | Allemagne de l'Ouest | Philipshalle (en)              | Concert annulé.                                                                     |
| 16 mai 1978      | Berlin-Ouest          | Allemagne de l'Ouest | Deutschlandhalle               |                                                                                     |
| 18 mai 1978      | Essen                 | Allemagne de l'Ouest | Grugahalle (en)                |                                                                                     |
| 19 mai 1978      | Cologne               | Allemagne de l'Ouest | Sporthalle                     |                                                                                     |
| 20 mai 1978      | Munich                | Allemagne de l'Ouest | Olympiahalle                   |                                                                                     |
| 21 mai 1978      | Brême                 | Allemagne de l'Ouest |                                | Concert filmé pour l'émission Musikladen (en).                                      |
| 22 mai 1978      | Vienne                | Autriche             | Wiener Stadthalle              |                                                                                     |
| 24 mai 1978      | Paris                 | France               | Pavillon de Paris              |                                                                                     |
| 25 mai 1978      | Paris                 | France               | Pavillon de Paris              |                                                                                     |
| 26 mai 1978      | Lyon                  | France               | Palais des sports              |                                                                                     |
| 27 mai 1978      | Marseille             | France               | Parc Chanot                    | Concert annulé.                                                                     |
| 27 mai 1978      | Marseille             | France               | Palais des sports de Marseille | Concert perturbé par une coupure de courant.                                        |
| 31 mai 1978      | Copenhague            | Danemark             | Folketeatret                   |                                                                                     |
| 1er juin 1978    | Copenhague            | Danemark             | Folketeatret                   |                                                                                     |
| 2 juin 1978      | Stockholm             | Suède                | Skansen                        | Concert annulé.                                                                     |
| 2 juin 1978      | Stockholm             | Suède                | Kungliga tennishallen (en)     |                                                                                     |
| 4 juin 1978      | Göteborg              | Suède                | Scandinavium                   |                                                                                     |
| 5 juin 1978      | Oslo                  | Norvège              | Ekeberghallen (en)             |                                                                                     |
| 7 juin 1978      | Rotterdam             | Pays-Bas             | Ahoy Rotterdam                 |                                                                                     |
| 8 juin 1978      | Rotterdam             | Pays-Bas             | Ahoy Rotterdam                 |                                                                                     |
| 9 juin 1978      | Rotterdam             | Pays-Bas             | Ahoy Rotterdam                 |                                                                                     |
| 11 juin 1978     | Bruxelles             | Belgique             | Forest National                |                                                                                     |
| 12 juin 1978     | Bruxelles             | Belgique             | Forest National                |                                                                                     |
| 14 juin 1978     | Newcastle upon Tyne   | Royaume-Uni          | Newcastle City Hall (en)       |                                                                                     |
| 15 juin 1978     | Newcastle upon Tyne   | Royaume-Uni          | Newcastle City Hall (en)       |                                                                                     |
| 16 juin 1978     | Newcastle upon Tyne   | Royaume-Uni          | Newcastle City Hall (en)       |                                                                                     |
| 19 juin 1978     | Glasgow               | Royaume-Uni          | The Apollo (en)                |                                                                                     |
| 20 juin 1978     | Glasgow               | Royaume-Uni          | The Apollo (en)                |                                                                                     |
| 21 juin 1978     | Glasgow               | Royaume-Uni          | The Apollo (en)                |                                                                                     |
| 22 juin 1978     | Glasgow               | Royaume-Uni          | The Apollo (en)                |                                                                                     |
| 24 juin 1978     | Stafford              | Royaume-Uni          | New Bingley Hall               |                                                                                     |
| 25 juin 1978     | Stafford              | Royaume-Uni          | New Bingley Hall               |                                                                                     |
| 26 juin 1978     | Stafford              | Royaume-Uni          | New Bingley Hall               |                                                                                     |
| 29 juin 1978     | Londres               | Royaume-Uni          | Earl's Court                   |                                                                                     |
| 30 juin 1978     | Londres               | Royaume-Uni          | Earl's Court                   | L'album Welcome to the Blackout (Live London '78) provient en partie de ce concert. |
| 1er juillet 1978 | Londres               | Royaume-Uni          | Earl's Court                   | L'album Welcome to the Blackout (Live London '78) provient en partie de ce concert. |

### Segment océanien et asiatique
| Date             | Ville        | Pays             | Salle                           | Remarques                              |
| ---------------- | ------------ | ---------------- | ------------------------------- | -------------------------------------- |
| 11 novembre 1978 | Adélaïde     | Australie        | Adelaide Oval                   | Premier concert de Bowie en Australie. |
| 14 novembre 1978 | Perth        | Australie        | Perth Entertainment Centre (en) |                                        |
| 15 novembre 1978 | Perth        | Australie        | Perth Entertainment Centre (en) |                                        |
| 18 novembre 1978 | Melbourne    | Australie        | Melbourne Cricket Ground        |                                        |
| 21 novembre 1978 | Brisbane     | Australie        | Lang Park                       |                                        |
| 24 novembre 1978 | Sydney       | Australie        | RAS Showgrounds                 |                                        |
| 25 novembre 1978 | Sydney       | Australie        | RAS Showgrounds                 |                                        |
| 29 novembre 1978 | Christchurch | Nouvelle-Zélande | Queen Elizabeth II Park         |                                        |
| 2 décembre 1978  | Auckland     | Nouvelle-Zélande | Western Springs Stadium         |                                        |
| 6 décembre 1978  | Osaka        | Japon            | Kōsei Nenkin Kaikan             |                                        |
| 7 décembre 1978  | Osaka        | Japon            | Kōsei Nenkin Kaikan             |                                        |
| 9 décembre 1978  | Suita        | Japon            | Banpaku Kaikan                  |                                        |
| 11 décembre 1978 | Tokyo        | Japon            | Nippon Budokan                  |                                        |
| 12 décembre 1978 | Tokyo        | Japon            | NHK Hall                        | Dernier concert de la tournée.         |

## Chansons jouées
- De The Rise and Fall of Ziggy Stardust and the Spiders from Mars : Five Years, Soul Love, Star, Hang On to Yourself, Ziggy Stardust, Suffragette City, Rock 'n' Roll Suicide
- De Aladdin Sane : The Jean Genie
- De Diamond Dogs : Rebel Rebel
- De Young Americans : Fame
- De Station to Station : Station to Station, TVC 15, Stay
- De Low : Speed of Life, Breaking Glass, What in the World, Sound and Vision, Be My Wife, Warszawa, Art Decade
- De "Heroes" : Beauty and the Beast, "Heroes", Blackout, Sense of Doubt
- Reprises d'autres artistes : Alabama Song (Bertolt Brecht)